# What's Your Pleasure?
För andra betydelser, se What's Your Pleasure.
What's Your Pleasure? är ett musikalbum av Fläskkvartetten som släpptes 2 mars 1988. Stefan Glaumann producerade albumet tillsammans med Fläskkvartetten, som spelades in i Mistlur & Sonet Studios i Stockholm. Freddie Wadling medverkade som sångare på tre låtar. Fyra av låtarna var soundtrack till Suzanne Ostens film " Livsfarlig Film".

## Låtlista[2]
1. Ismae  3:45  (Trad.Arr)
2. Frankentime  3:29
3. Ostens Röda Ros  5:50
4. Kunstens Have  3:03
5. Vattnet Går  2:50
6. Plugging Him Into The Wall  5:39 (Text: Wadling)
7. Tell Ahmed I Love Her  4:09
8. Grå Ögon  3:33
9. Over The Rainbow  4:18 (Hartburgh, Arlen)
10. Carbide Johnny  3:55
11. Demba  3:50
12. Blå Ögon  5:15

## Musiker[2]
- Fläskkvartetten
  - Jonas Lindgren – violin, trumprogrammering
  - Örjan Högberg – viola
  - Mattias Helldén – cello
  - Sebastian Öberg – cello
- Freddie Wadling - Sång (1,6,9)
- Johan Söderberg - Slagverk (2,3,5,6)
- Stefan Glaumann -  Trumprogrammering